# آدم غيلين
آدم غيلين (بالإنجليزية: Adam Gillen)‏ هو ممثل بريطاني، ولد في 11 سبتمبر 1985 في مانشستر في المملكة المتحدة.

## وصلات خارجية
- آدم غيلين على موقع IMDb (الإنجليزية)
- آدم غيلين على موقع قاعدة بيانات الفيلم (الإنجليزية)